# پتروویتسه (ناحیه وستی ناد اورلیتسی)
پتروویتسه (به چکی: Petrovice) یک منطقهٔ مسکونی در جمهوری چک است که در ناحیه اوستی ناد اورلیتسی واقع شده‌است. پتروویتسه ۲٫۶۲ کیلومتر مربع مساحت و ۲۳۴ نفر جمعیت دارد و ۴۵۰ متر بالاتر از سطح دریا واقع شده‌است.